# Joaquín Ballester (grabador)

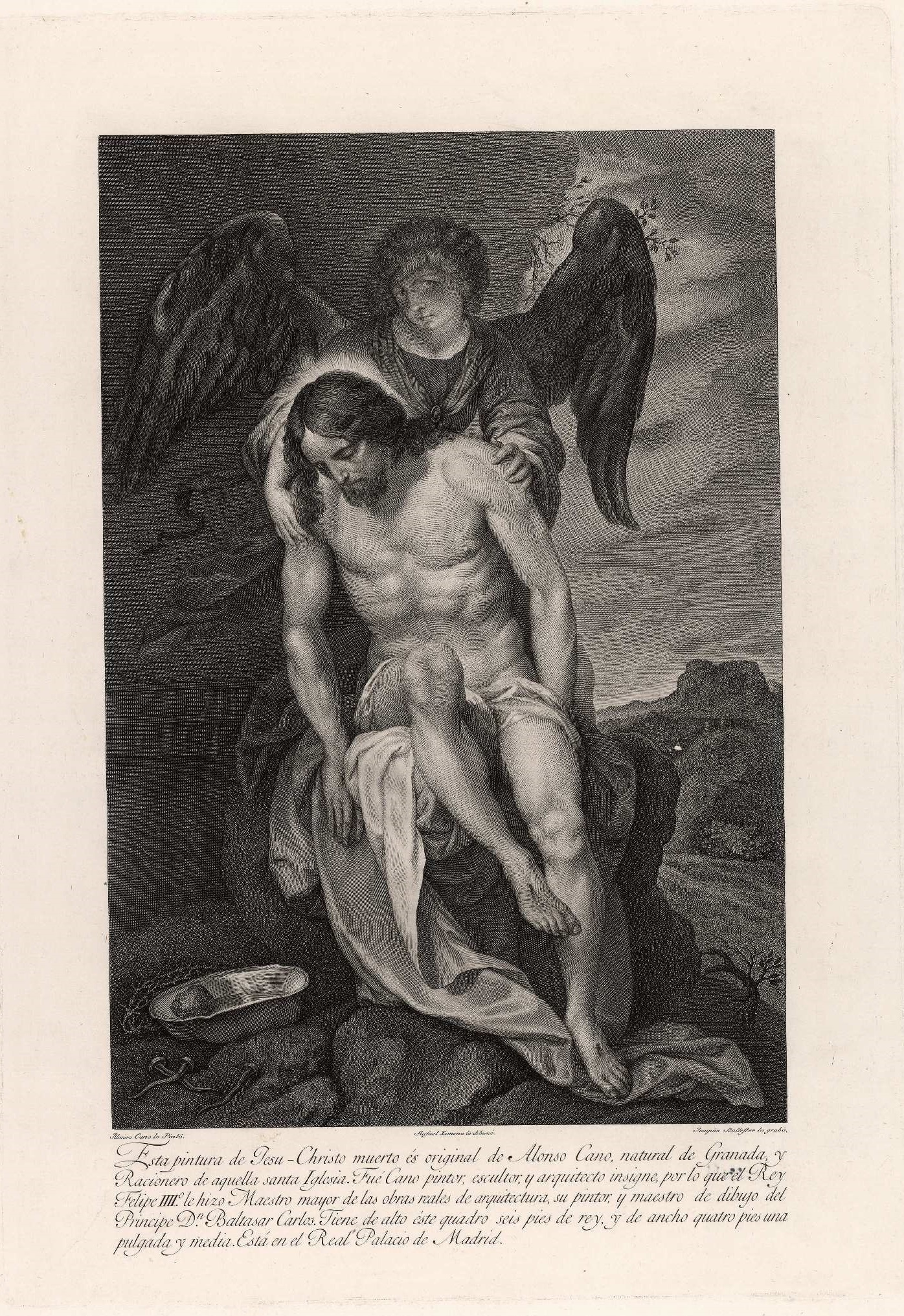
Cristo muerto sostenido por un ángel, aguafuerte y buril. Inscripción: «Esta pintura de Jesu-Christo muerto es original de Alonso Cano, natural de Granada y Racionero de aquella santa Iglesia. Fue Cano pintor, escultor y arquitecto insigne por lo que el Rey Felipe IIIIº le hizo Maestro mayor de las obras reales de arquitectura, su pintor, y maestro de dibujo del Príncipe D.^{n} Baltasar Carlos. Tiene de alto este quadro seis pies de rey, y de ancho quatro pies una pulgada y media. Está en el Real Palacio de Madrid». Biblioteca Nacional de España.

Joaquín Ballester (Valencia, 1740-Madrid, 1808) fue un grabador español, discípulo de Ignacio Vergara.

## Biografía y obra
Tras iniciar su formación artística con Ignacio Vergara estudió grabado en la Real Academia de Bellas Artes de San Carlos con Vicente Galcerán y Manuel Monfort. En 1766 se estableció en Madrid donde en 1772 obtuvo plaza de académico supernumerario por la especialidad de grabado en la Real Academia de Bellas Artes de San Fernando.
Prolífico grabador, en la producción de Ballester se encuentran grabados de reproducción, ilustraciones de libros y estampas sueltas de devoción, como la del Padre de pobres san Juan de Dios, que reproduce la escultura del santo en una hornacina, abierta a devoción del padre fray Miguel Marín, sacristán mayor del convento de Nuestra Señora del Amor de Dios, o la de San Magín, «Abogado para Partos, Calenturas, Hernias, Virguelas y Dolores», reproducción del Vº retrato que se encontraba en la parroquia de San Ginés de Madrid, además de retratos, entre ellos los del rey Carlos III, el de José Patiño por dibujo de Antonio Carnicero, reproducción de un cuadro de Jean Ranc, y el del conde de Floridablanca por dibujo de Ángel Bueno, que fue el primero de los estampados en la Calcografía Nacional, el 29 de abril de 1789.
Por encargo de la Compañía para el grabado de los cuadros de los Reales Palacios grabó por dibujo de Rafael Ximeno y Planes el Cristo muerto sostenido por un ángel de Alonso Cano (Museo del Prado), trabajo por el que cobró 24.000 reales en 1795.
En la ilustración de libros colaboró con diversos impresores, destacando la serie de estampas que ejecutó para el Missale romanum editado en Madrid por Francisco Manuel de Mena en 1776, entre las que se encuentra una reproducción del Cristo de Velázquez. Colaboró, a propuesta de la Academia de San Fernando, con la colección de las Antigüedades árabes de España, estampadas finalmente en la Imprenta Real en 1787, aunque en ella se trabajaba desde 1763. Participó también con sus grabados en la impresión de La conjuración de Catilina y la guerra de Yugurta de Salustio traducidas por el infante Gabriel de Borbón, la más notable obra de la tipografía española del siglo XVIII, así como en la edición del Quijote de Ibarra (1780) y en la más notable iniciativa de la Real Calcografía, la serie de Retratos de españoles ilustres, en la que trabajó a propuesta de Manuel Salvador Carmona que lo recomendó entre los grabadores «de más mérito». De Ballester son  los retratos de Alonso de Villegas y Antonio de Covarrubias por dibujos de José Maea, a partir de los retratos que les dedicaron Blas de Prado en la Sagrada Familia del Museo del Prado y el Greco (Louvre), el de Bernardino de Rebolledo según dibujo de Rafael Ximeno, por el que en 1792 recibió Ballester 3000 reales, y el de Benito Arias Montano, por dibujo de Agustín Esteve.